# Туин-Валли (город, Миннесота)
Туин-Валли (англ. Twin Valley) — город в округе Норман, штат Миннесота, США. На площади 2,3 км² (2,3 км² — суша, водоёмов нет), согласно переписи 2002 года, проживают 865 человек. Плотность населения составляет 381,1 чел./км².
- Телефонный код города — 218
- Почтовый индекс — 56584
- FIPS-код города — 27-65938[1]
- GNIS-идентификатор — 0653465[2]